# Рыгаева, Нина Павловна
Нина Павловна Рыгаева — советский хозяйственный, государственный и политический деятель, Герой Социалистического Труда.

## Биография
Родилась в 1927 году в селе Вяжи. Член КПСС.
С 1952 года — на хозяйственной, общественной и политической работе. В 1952—1985 гг. — доярка, мастер машинного доения в совхозе/государственном племенном заводе «Константиново» Подольского района Московской области.
Указом Президиума Верховного Совета СССР от 30 января 1957 года присвоено звание Героя Социалистического Труда с вручением ордена Ленина и золотой медали «Серп и Молот».
Избиралась депутатом Верховного Совета РСФСР 10-го созыва. Член Московского обкома КПСС и бюро Домодедовского горкома КПСС.
Умерла в городе Домодедово в 2008 году.